# Armeniens damlandslag i basket
Armeniens damlandslag i basket representerar Armenien i basket på damsidan. 

## Kända spelare
- Arpine Amirkhanyan.[1]

### Fotnoter
1. ↑  ”AASU's Arpine Amirkhanyan To Play For Armenian National Team” (på engelska). Women's Basketball. 21 juni 2010. Arkiverad från originalet den 20 september 2015. https://web.archive.org/web/20150920185549/http://www.peachbelt.com/sports/wbkb/2009-10/news/20100621aasuamirkhanyan. Läst 29 juni 2015.